# 仁科ひとみ
仁科 ひとみ（にしな ひとみ、1972年3月6日 - ）は、日本の元AV女優。

## 略歴
1990年に『リアル仁科ひとみ』でAVデビュー。
アロックス専属だったが、1991年「極太マカロニ つんつくつん」でアロックス専属終了。
1991年に引退。
同時期のAV女優「仁科瞳」とは別人物。

## 人物
異なるプロフィールがいくつかある。
- XCITYプロフィールおよびFANZAプロフィールでは、生年月日:1972年3月6日、B:86・W:57・H:84としている[3][4]。
- 「仁科ひとみの恥丸出し」のケース裏面のプロフィールには、生年月日:1972年3月6日、B:86・W:56・H:84としている[5]。

趣味:犬の散歩。
特技:洋裁。
お嬢様っぽいルックスと大人しいしゃべり方。でも結構しっかりもので、きちんと演技をこなす姿に魅かれた熱狂的ファンが多数存在。（「濃縮リバイバー VOL.6」パッケージコピーより）
素顔は、すぐに笑い転げる、おちゃめサン。（「生撮ぬくぬく娘」パッケージコピーより）

## 出演作品

### アダルトビデオ（オリジナル作品）
1990年
- リアル仁科ひとみ （1990年、アロックス AG-017） ※デビュー作

1991年
- 電気くらげに御用心（2月8日、アロックス AG-023）
- HELP! 覚えたての絶叫（1991年、アロックス AG-025）
- グリーンドア 5 生撮ぬくぬく娘（1991年、アロックス AG-031）
- LADY BLUE（1991年、アロックス AG-037）
- 極太マカロニ つんつくつん（1991年、アロックス AG-041）※アロックス（グロリア）卒業記念作品[2]
- ズンドコベロンチョ（7月16日、シェール）
- 狙われた女教師 生徒の目の前で（7月26日、シャイ企画）
- つながれた人魚姫（8月5日、大陸書房）
- 濡れたひとみにスペシウム（8月11日、宇宙企画）
- もっとクライマックス（8月15日、ホップビデオ）
- 着せかえ制服族 PART.2 白鳥慶子・仁科ひとみ・夏目雅美（8月22日、シェール）全3名
- 絶頂カルテ 恥辱の診察室（9月15日、シャイ企画）
- フラッシュパラダイス（9月27日、アリスJAPAN）
- 白鳥のドスケベ（10月7日、シェール）
- プリプリひねり腰（10月10日、エイジーエイ）
- まんびき（10月25日、アリスJAPAN）
- 仁科ひとみの恥（ち）丸出し（12月6日、VIP）
- 恥辱のバイブル 黒猫のえじき（12月5日、大陸書房）

1992年
- 恥辱のバイブル2 魔女の甘い罠（1月9日、大陸書房）
- ベスト・ボンデージ 仁科ひとみ・五島めぐ ほか（2月10日、KKコスミック）全6名

1993年
- あいた口にラブジュース（6月18日、アルテック）※「LADY BLUE」を再編集したもの

発売年不明
- この愛を翼にして（花子と太郎 HT-005）VHS
- Wai Wai くらぶ 創刊7号 仁科ひとみ・小森ゆみ・村瀬あみ 他（リイド社）VHS
- プリティートイ（アドハウスDC PAS-117）VHS
- ニャンにャンスペシャル（インペリア IM-012）VHS

### アダルトビデオ（編集もの、BESTもの、DVD ほか）
1992年
- フラパラ8連発！！ フラッシュパラダイス特選総集編（6月19日、アリスJAPAN）全8名

1993年
- 夏彦のD乳コレクション 完結編 橘ますみ・仁科ひとみ・露木陽子・高樹麻世（ヘンタイコーポレーション HC-09）全4名

2001年
- 聖女伝説 3 東清美・御堂静・白木麻弥・仁科ひとみ・沖田ゆかり・松本まりな（7月13日、ディジタルメディアネットワーク）全6名

2002年
- Brilliant eyes 仁科ひとみ（6月13日、エッチアールシー）※「ズンドコベロンチョ」「白鳥のドスケベ」を収録

2003年
- SHY VINTAGE NISHINA HITOMI 仁科ひとみ（6月17日、シャイ企画）

2005年
- 濃縮リバイバー VOL.6 田村香織・仁科ひとみ（9月23日、グラントレコーズ）

2007年
- Legend 仁科ひとみ（10月26日、エー・エス・ジェイ）※「電気くらげに御用心」「極太マカロニつんつくつん」「グリーンドア 5 生撮ぬくぬく娘」「つながれた人魚姫」を収録

2010年
- 逆輸入 2010年過激無●正映像集ー女優編ー 小沢まどか・金沢文子・仁科ひとみ ほか（10月7日、AVマーケット）

### アダルトビデオ（無修正）
- フォーエバー 永遠の恋人 Vol. 1 仁科ひとみ（2007年5月8日、フェアリー）

## 出版

### 写真集
- マドンナメイト・ハード 仁科ひとみ セーラー服の秘蜜 （1991年5月25日、マドンナ社）- 撮影:野川イサム
- 写真集 Big Melon 田中露央沙・庄司みゆき・樹まり子・木田彩水 ほか 全12名（1991年7月20日、大陸書房）
- 小沢忠恭写真集 Feel vol.1 風写真帳WORLD 河合美果・高見沢杏奈・あいだもも・仁科ひとみ ほか 全13名（1992年5月15日、英知出版）- 撮影:小沢忠恭 ISBN 9784754213244
- アダルト女優 本番・生撮り写真集 仁科ひとみ（?、FROM Z出版）
- AVアイドル写真集 ソコまでやるかぁ～ 仁科ひとみ・北原ななせ（?、翌檜社）

### 雑誌
- URECCO 1991年3月号、12月号（ミリオン出版）
- ビデオメイトDX 1991年4月号（コアマガジン）
- アップル通信 1991年5月号（三和出版）
- ベストビデオ 1991年6月号 ピンナップポスター:仁科ひとみ（三和出版）
- GRACE 1991年8月号、12月号（若生出版）
- VIDEO PRESS 1991年8月号（ダイアプレス）
- ベスト・ランジェリー No.17（1991年9月15日、光彩書房）
- Girl Friend in Tokyo（1991年9月25日、司書房）
- ビデオボーイ 1991年10月号（英知出版）
- CONTINENTAL GiG! URECCO 1992年1月20日増刊号（ミリオン出版）
- Sexy Uniform Vol.2 ウェディングドレス・バージョン（1992年4月25日、司書房）
- ビデオ・ザ・ワールド 1994年4月号（コアマガジン）